# 희양산
희양산(曦陽山)은 대한민국 충청북도 괴산군 연풍면과 경상북도 문경시 가은읍에 걸쳐 있는 백두대간의 한국의 화강암 산이다. 높이는 해발 999m이며 동·서·남 3면이 화강암 암벽으로 이루어진 거대한 돌산이다.
희양산에는 중생대 백악기 흑운모 화강암으로 구성된 암봉들이 마치 열두판 꽃잎처럼 펼쳐져 있으며 그 중심에 봉암사가 있다. 경내에는 문경 봉암사 지증대사탑과 부도 등 5점의 보물과 지방유형문화재들이 있다. 현재 건물 대부분은 1992년에 중창된 것이다. 평소에는 일반인 출입이 금지되어 있으나 석가탄신일에는 개방된다.

## 같이 보기
- 한국의 산
- 백두대간
- 한국의 화강암
- 괴산군의 지질
- 문경시의 지질